# Kathleen Hersey
Kathleen Elizabeth Hersey (Athens (Georgia), 21 februari 1990) is een Amerikaanse voormalige zwemster. Ze vertegenwoordigde haar vaderland op de Olympische Zomerspelen 2008 in Peking en op de Olympische Zomerspelen 2012 in Londen.

## Carrière
Bij haar internationale debuut, op de Pan Pacific kampioenschappen zwemmen 2006 in Victoria, eindigde Hersey als tiende op de 200 meter vlinderslag en strandde ze in de series van de 100 meter vlinderslag en de 200 en 400 meter wisselslag.
Op de Pan-Amerikaanse Spelen 2007 in Rio de Janeiro veroverde de Amerikaanse de gouden medaille op 100 en de 200 meter vlinderslag en de 400 meter wisselslag. Samen met Julia Smit, Michelle McKeehan en Maritza Correia sleepte ze de gouden medaille in de wacht op de 4x100 meter wisselslag.
Tijdens de Amerikaanse Olympische Trials 2008 in Omaha, Nebraska eindigde Hersey als tweede op de 200 meter vlinderslag en als vijfde op de 400 meter wisselslag, hierdoor plaatste ze zich voor de Spelen op de 200 meter vlinderslag. In Peking eindigde de Amerikaanse als achtste op de 200 meter vlinderslag.
In Rome nam Hersey deel aan de wereldkampioenschappen zwemmen 2009, op dit toernooi werd ze uitgeschakeld in de halve finales van de 200 meter vlinderslag.
Op de Pan Pacific kampioenschappen zwemmen 2010 in Irvine legde de Amerikaanse beslag op de bronzen medaille op de 200 meter vlinderslag, daarnaast eindigde ze als elfde op de 100 meter vlinderslag en strandde ze in de series van de 100 meter vrije slag en de 200 meter wisselslag.
Tijdens de wereldkampioenschappen zwemmen 2011 in Shanghai werd Hersey uitgeschakeld in de halve finales van de 200 meter vlinderslag.
Bij de Olympische Zomerspelen 2012 werd de Amerikaanse vierde op de 200 meter vlinderslag. In Istanboel nam Hersey deel aan de wereldkampioenschappen kortebaanzwemmen 2012. Op dit toernooi eindigde ze als vijfde op de 200 meter vlinderslag en als zesde op de 100 meter vlinderslag.

## Internationale toernooien
| Jaar | Olympische Spelen   | WK langebaan        | WK kortebaan                            | Pan Pacs                                                                                | Pan-Ams                                                                   |
| ---- | ------------------- | ------------------- | --------------------------------------- | --------------------------------------------------------------------------------------- | ------------------------------------------------------------------------- |
| 2006 |                     |                     | geen deelname                           | serie 100m vlinderslag 10e 200m vlinderslag serie 200m wisselslag serie 400m wisselslag |                                                                           |
| 2007 |                     | geen deelname       |                                         |                                                                                         | 100m vlinderslag · 200m vlinderslag · 400m wisselslag · 4x100m wisselslag |
| 2008 | 8e 200m vlinderslag |                     | geen deelname                           |                                                                                         |                                                                           |
| 2009 |                     | 9e 200m vlinderslag |                                         |                                                                                         |                                                                           |
| 2010 |                     |                     | geen deelname                           | serie 100m vrije slag · 11e 100m vlinderslag · 200m vlinderslag · serie 200m wisselslag |                                                                           |
| 2011 |                     | 9e 200m vlinderslag |                                         |                                                                                         | geen deelname                                                             |
| 2012 | 4e 200m vlinderslag |                     | 6e 100m vlinderslag 5e 200m vlinderslag |                                                                                         |                                                                           |

## Persoonlijke records
Kortebaan
| Afstand          | Tijd    | Datum            | Plaats    |
| ---------------- | ------- | ---------------- | --------- |
| 100m vlinderslag | 57,35   | 16 december 2012 | Istanboel |
| 200m vlinderslag | 2.03,49 | 17 december 2011 | Atlanta   |

Langebaan
| Afstand          | Tijd    | Datum           | Plaats  |
| ---------------- | ------- | --------------- | ------- |
| 200m rugslag     | 2.11,20 | 7 maart 2009    | Austin  |
| 100m vlinderslag | 58,15   | 3 augustus 2010 | Irvine  |
| 200m vlinderslag | 2.05,78 | 1 augustus 2012 | Londen  |
| 200m wisselslag  | 2.12,65 | 1 december 2011 | Atlanta |
| 400m wisselslag  | 4.42,07 | 29 juni 2008    | Omaha   |